# Чиро Ферара
Чиро Ферара (на италиански: Ciro Ferrara) е италиански футболист-национал, защитник и треньор. Юноша на ССК Наполи. Играл е само в 2 отбора. През 1984 г. започва професионална му кариера като футболист в родния ССК „Наполи“. За 10 години изиграва 247 мача с 12 отбелязани гола. След това от 1994 до 2005 г. е във ФК Ювентус, където изиграва 253 мача с 15 гола. Така общият баланс за мачове и голове е 500 мача и 27 гола. За националния отбор на своята страна изиграва 49 мача за периода 1987 – 2000 г. Кариерата му като треньор започва през 2004 г. като помощник-треньор на националния отбор на Италия. След едногодишно прекъсване през 2007 г. отново от 2008 е на същия пост.

## Постижения
Като състезател през 1990 г. печели с отбора на Италия трето място на Световното първенство по футбол, а през 2006 г. печели с отбора на Италия световната титла на Световното първенство по футбол. През 2000 г. печели второ място с отбора на Италия на Европейското първенство по футбол. В заветната 1996 печели и Кеш с екипа на Ювентус, Торино, Италия

## Награди
На 30 септември 1991 г. получава званието кавалер на Ордена за заслуги към Италианската Република. На 12 юли 2000 г. получава званието офицер на Ордена за заслуги към Италианската Република.